# 劇場版 SPEC〜天〜
『劇場版 SPEC〜天〜』（げきじょうばん スペック てん）は2012年4月7日に東宝系で公開された日本映画。TBSのテレビドラマ『SPEC〜警視庁公安部公安第五課 未詳事件特別対策係事件簿〜』の劇場版であり、テレビシリーズの続編にあたる作品でもある。

## 概要
TBSの刑事ドラマ『ケイゾク』の主要スタッフが制作した、警視庁公安部に設立された不可解な事件を扱う未詳事件特別対策係（通称：未詳〈ミショウ〉）の捜査官・当麻紗綾と瀬文焚流の刑事コンビと「SPEC HOLDER」（スペックホルダー）と呼ばれる超能力者たちの戦いを描いた刑事ドラマ『SPEC〜警視庁公安部公安第五課 未詳事件特別対策係事件簿〜』の劇場版である。
2011年7月8日、結末で謎を残していた連続ドラマ版の真相が明かされるスペシャルドラマ『SPEC〜翔〜／警視庁公安部公安第五課 未詳事件特別対策係事件簿』の放送決定の発表と同時に本作品の公開も発表された。映画化は番組のTwitterや公式サイトに続編を望む声を寄せられたために決定したと発表されているが、連続ドラマ版の最終回のエンドロール後当麻が「映画化とかぜってーしねえから!」と言うのを瀬文が諌めるシーンがあったり、最終回後発売された「SPEC解体新書」の奥付において「映画化決定」と記述されていることから、当初から映画化を視野に入れていたことがうかがえる。
物語としては2012年4月1日に放送された『SPEC〜翔〜』に続くものである。
スピンオフ作品の『SPEC〜零〜』と同じ了春刀による漫画化作品『SPEC〜天〜』も発売されている。
公開初週の4月7日、8日の週末2日間で35万1473人を動員し、興収4億6870万5300円を記録して興行成績ランキング初登場第1位となり、最終興行収入23.9億円を記録するヒット作となった。
同年10月にはDVD・Blu-ray Discも発売され、いずれもチャート上位を記録し、『DVD スタンダード・エディション』は10月22日付週間チャートで1位となった。また、TSUTAYAのレンタルDVD/ブルーレイランキングでもレンタル開始2週目にして1位を記録している。
2012年12月27日には次作でありシリーズ完結篇の『劇場版 SPEC〜結〜』（げきじょうばん スペック クローズ）の制作が発表され、2013年11月に2部作として連続公開された。

## ストーリー
2012年9月、海上を漂流するクルーザー内で乗客全員が死体で発見されたという事件が未詳に持ち込まれる。その被害者たちはかつて殉職した未詳の仲間と同じミイラ化した状態であった。体制に反抗する犯人のSPEC HOLDERたちは「シンプルプラン」という対SPEC HOLDER計画を中止するよう警告する。
捜査中の当麻と瀬文に何者かに追われる美鈴が助けを求め、駆けつけた2人は内閣情報調査室（CIRO）の特務班たちと出会う。その1人は瀬文の元恋人・青池里子で、思わぬ再会をした瀬文は里子に一人娘の潤がいることを知り自分の子ではないかと疑う。
美鈴は日本の影の支配者・御前会議が進める「シンプルプラン」に関する陰謀を偶然知ってしまい追われていた。未詳には死んだはずのニノマエが現われ、当麻を自らの組織へと誘う。断られたニノマエは以前よりスカウトしていた美鈴を連れ去る。美鈴は去り際に当麻に向かって「ファティマ第三の予言」を絶対に阻止してほしいと訴える。
ニノマエたちは御前会議のダミーメンバーたちを殺害し、一連の犯罪の犯行声明を送りつける。公安零課トップの津田助広はその姿を現して対ニノマエの緊急会議を開き指揮を執るが、ニノマエは警視総監と潤を人質に取り体制側を脅す。チームは御前会議の会場に立てこもる敵を急襲するがマダム陽のSPECに苦戦、何とか倒すことができたものの瀬文と里子は重傷を負い、当麻の封印したはずの左手のSPECは暴走を始める。
撤収した当麻たちの元にニノマエの居場所を知らせる美鈴からの携帯がかかる。受話器の向こうからは銃声が聞こえ、その死を暗示する。
当麻はSPECに対する複雑な思いに引き裂かれ、封印した力は自己の意思を越えて動こうとしていた。そのただならない様子に気付いた瀬文と当麻はついに銃を向け合うが、結局お互いを撃つことはできなかった。野々村はそんな彼らに「刑事魂」を説き、励ます。
翌朝、当麻の作戦による対策チームは再度ニノマエのアジトを襲撃、津田の自爆攻撃によって屋敷は破壊された。当麻は逃げようとするニノマエの正体が陽太のクローンであることを暴き、彼と伊藤淳史に仕掛けた罠を炸裂させる。作戦は成功し、ニノマエは死亡した。だが、瀬文は当麻をかばって瀕死の状態となってしまう。泣き叫ぶ当麻の前で病室の瀬文は息を吹き返し、二人は一生お互いを巻き込むことを誓う。
その病院の屋上でニノマエのクローン4人が現われ、新たな動きを見せようとする。だが彼らは謎の白い服の青年・セカイによって存在が完全に消され、セカイは潤を連れていずこかへ向かう。
そして2014年、正汽雅は野々村からの「ファティマ第三の予言」に関する遺言のような手紙を読む。西暦がどんどんと進んでいる様子が出て、その姿の後ろに、荒野と化した東京の風景が広がる場面で映画は終了する。

## キャスト
- 当麻紗綾 - 戸田恵梨香
- 瀬文焚流 - 加瀬亮
- 志村美鈴 - 福田沙紀
- 市柳賢蔵 - でんでん
- 馬場香 - 岡田浩暉
- 鹿浜歩 - 松澤一之
- 猪俣宗次 - 載寧龍二
- 正汽雅 - 有村架純
- 似内晶 - 麿赤兒
- 宮野珠紀 - 三浦貴大
- 福富薫 - 利重剛
- 御前会議（声） - 戸田恵子
- 御前会議（声） - 山寺宏一
- 境 - カルーセル麻紀
- 村瀬健八 - 野添義弘
- サブ - 河原さぶ
- 餃子ロボ親父 - 多田木亮佑
- 川里三幸 ‐ 藤田秀世
- 青池潤 - 森山樹
- 御前会議（声） - 平田広明
- たんぽぽおさむ
- 久松信美
- 杉野なつ美
- ループ親父 - 石川浩司
- 伊藤淳史 - 伊藤淳史
- 青池里子 - 栗山千明
- マダム陽&陰（マダムヤン&イン） - 浅野ゆう子（二役・特別出演）
- セカイ - 向井理 ※劇場公開・Blu-ray・DVDではノンクレジット
- 一十一 - 神木隆之介
- 津田助広 - 椎名桔平（特別出演）
- 野々村光太郎 - 竜雷太

## スタッフ
- 監督 - 堤幸彦
- 脚本 - 西荻弓絵
- 音楽 - 渋谷慶一郎、ガブリエル・ロベルト
- 主題歌 - THE RiCECOOKERS「NAMInoYUKUSAKI〜天〜」（Anchor Records）
- 挿入歌 - 同「NAMInoYUKUSAKI〜ola〜」
- エグゼクティブプロデューサー - 濱名一哉
- プロデューサー - 植田博樹、今井夏木
- アソシエイトプロデューサー - 大原真人、渡辺敬介
- ラインプロデューサー - 市山竜次、赤羽智比呂
- 撮影 - 斑目重友
- 照明 - 川里一幸
- 録音 - 臼井久雄
- 美術プロデュース - 小林民雄、山下杉太郎
- 美術デザイン - 大木壮史
- 装飾 - 大村充
- VFX - 野崎宏二
- 編集 - 大野昌寛
- 記録 - 奥平綾子
- サウンドデザイン - 石井和之
- 助監督 - 白石達也
- 製作担当 - 植松育巳
- 製作 - 2012 映画「SPEC〜天〜」製作委員会（TBS、東宝、角川書店、キングレコード、MBS、CBC、オフィスクレッシェンド、RKB、TCエンタテインメント、HBC）
- 制作プロダクション - オフィスクレッシェンド
- 配給 - 東宝

## 製作・エピソード

### 撮影
撮影はスペシャルドラマ『SPEC〜翔〜』と同時に行われたが、実質的なクランクインは2011年7月28日である。同年8月末にクランクアップし、ポストプロダクションに入ったが、11月16日に追加撮影が行われている。
撮影では堤監督は入念なリハーサルを行い、俳優たちとの話を深めたうえで、実際の撮影においてはモニターを設置した別室のベースから無線で指示を出し、現場の演出部がそれを俳優たちに伝えるという方法で演出された。このため現場の進行は非常に速いという。
カメラは手持ちカメラを含め通常2台から4台が用意され、特殊撮影である「時間を止める」シーンのタイムスライス（バレットタイム）では最大36台のカメラが使用された。またクレーンやワイヤーワーク、爆破などのシーンも多かった。

#### ロケ地
- 東京都内
- 神奈川県
  - 横浜市

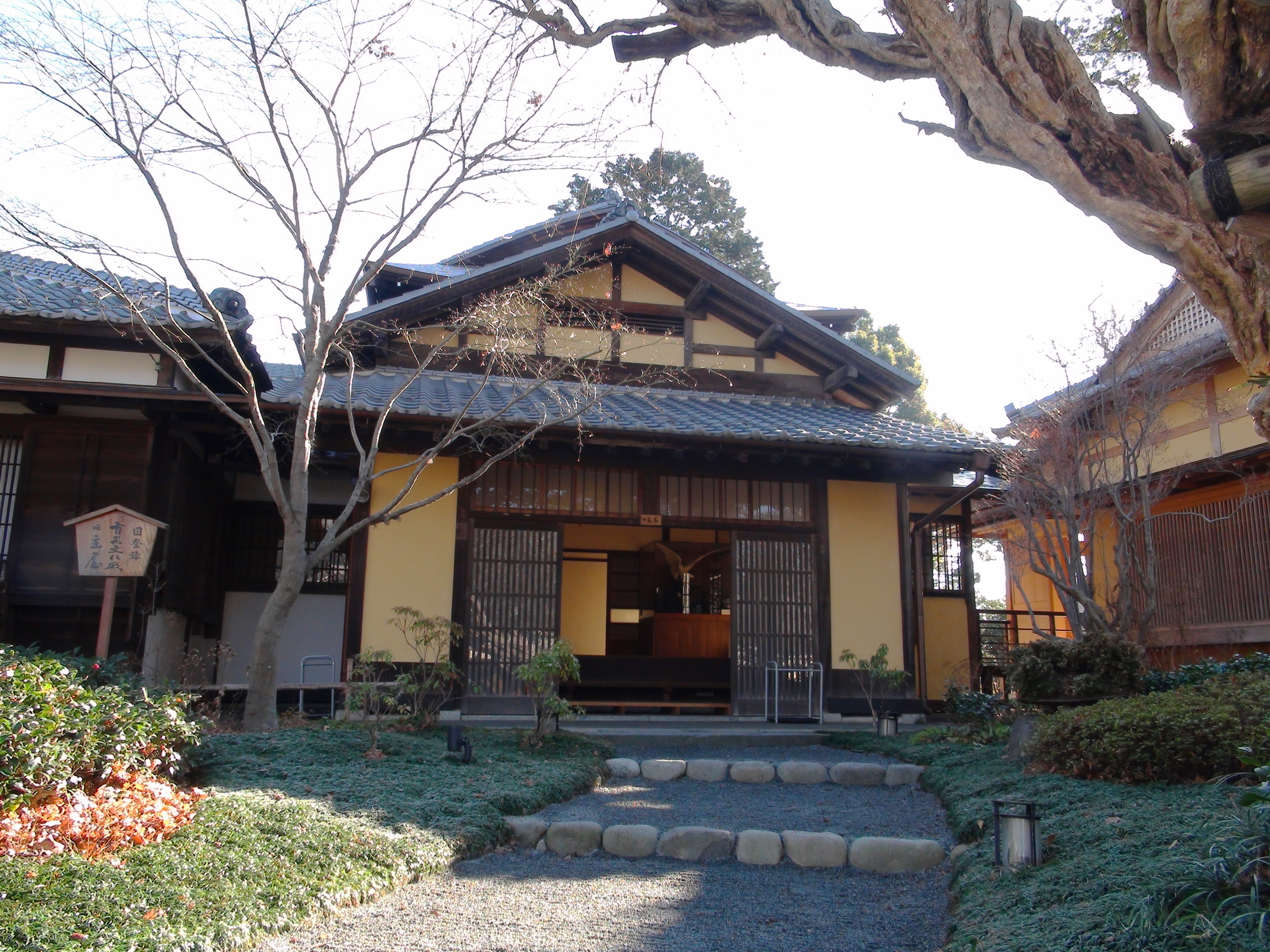
根津記念館（御前会議の屋敷ロケ地）

    - 東神奈川神奈川水再生センター[11] - 美鈴が追われていたビル
    - 緑山スタジオ・シティ[12]

  - 横須賀市[13]
- 山梨県
  - 根津記念館（国登録有形文化財）[14][15] - 御前会議の屋敷
- 新潟県
  - 十日町市なかさと清津スキー場[16][17] - 最終決戦のロケ地
- 千葉県
  - 成田市旧下総支所[18][19] - ラストにかけての病院ロケ地

## 封切り
お台場シネマメディアージュ、TOHOシネマズ六本木ヒルズ、池袋シネマ・ロサほか東宝系の全国279スクリーンで公開された。公開後に公式WEBサイトにて「緊急意識調査!あなたは劇場版 SPEC〜天〜の続編SPEC〜結〜を見たいですか??」というアンケートが行われ、4月21日から25日までに2万1941通の続編を希望する意見が集まった。

### プロモーション
キャッチコピーは「真実を疑え。」「未来を掴め。」「人気シリーズ完全映画化! 最強の敵。仲間の死。そして全ての謎に終止符が打たれる。」。「真実を疑え。」は、登場人物・津田助広のテレビシリーズでの台詞からの引用である。
2011年12月に特報第1弾が公式サイトおよび劇場で公開、2012年1月26日には特報第2弾と予告編が公式サイトで公開された。前売券の劇場販売特典としてキャンペーンサイトへのアクセスが可能になるシリアルナンバー付きカードが限定3万枚配布された。
公式サイトでは2012年2月よりfacebookによる情報発信が行われた。
そのほかマルチメディア展開として、同年3月よりMobageによりソーシャルゲーム化された。
また、劇中に登場するオリジナルの餃子を販売する車両「餃子ワゴン」が制作され、3月6日に品川プリンスホテルにて「餃子ワゴン出発式」として主演2名と植田博樹プロデューサーが出席しPRイベントが行われた。この車両は名古屋、大阪、福岡、札幌など全国を巡回して販売とキャンペーンを行った。この車両とTBS赤坂サカスのイベント会場では、ドラマや映画で登場したものと同じレシピの餃子が販売された。
また、『ザテレビジョン』による本作品についての特別編集冊子『劇場版 SPEC〜天〜ガイドブック』が制作され、全国の映画館やTSUTAYA、スリーエフなどで配布された。
4月25日には動員117万人・興行収入15億円を突破し、新宿バルト9にて「大ヒット御礼舞台挨拶」が行われ、戸田、加瀬が登壇した。

## 作品の評価

### 興行収入
4月7日、8日の週末2日間で35万1473人を動員し、興収4億6870万5300円を記録して興行成績ランキング初登場第1位となった。ぴあ映画生活による4月7日公開の「映画・満足度ランキング」でも1位を獲得し、ドラマファンや10代・20代を中心に支持を集めた。5月6日までの成績では動員165万9681人、累計興収21億2722万8300円を記録し、2012年ゴールデンウィークにおける東宝の連続ヒット作の一つとなった。最終興収は23億9,000万円で、2012年度の興収ランキング14位を記録している。

### Blu-ray・DVD売上
オリコンチャート10月15日付週間ランキングによると、2012年10月5日に発売されたBlu-ray Disc・DVDの初週売上では、BD版『プレミアム・エディション』が1万2,957枚でBDランキング総合3位、映画BD部門3位で、10月10日現在2012年発売の日本映画BDの初週売上で3位にランクインしている。同『スタンダード・エディション』は3,024枚で総合9位、映画BD部門6位を記録した。
DVD版『プレミアム・エディション』は9,064枚、総合4位、映画DVD部門3位。同『スタンダード・エディション』は8,478枚、総合6位、映画DVD部門4位となり、10月22日付オリコン週間DVD映画チャートにおいて、発売2週目で1位となった。
以上のソフトは2013年2月現在、累計で7万枚を超える売上を記録している。
レンタル大手のTSUTAYAでは、店舗の無料配布誌『TSUTAYA CLUB MAGAZINE』10月号（9月20日配布）の表紙に本作品を掲載し、実店舗では旧作品と併せて陳列するなど発売時期の主力商品として扱われたこともあり、2012年10月8日付けのTSUTAYAのレンタルDVD/ブルーレイランキングでは、レンタル開始2週目にして1位を記録している。また2013年、『劇場版 SPEC〜結〜 漸ノ篇』公開時も同様に「『SPEC』シリーズを観ようキャンペーン！」が行われ、『SPEC〜零〜』放送の影響もあり公開前の10月28日付レンタルランキングでは26位から15位に浮上し、11月4日付でも20位となっている。

### 受賞
- 第4回TAMA映画賞 最優秀新人男優賞 - 神木隆之介（『桐島、部活やめるってよ』『劇場版 SPEC〜天〜』）[31]

## 関連商品

### Blu-ray・DVD
2012年10月5日発売。発売元はTBS、販売元はTCエンタテインメント。スタンダード・エディション、プレミアム・エディション共に先着予約限定特典として、「SPEC〜天〜」オリジナルステッカー2枚セットを同梱（6種類のうちランダムで2種類）。
劇場版 SPEC〜天〜 スタンダード・エディション（1枚組）
劇場版 SPEC〜天〜 プレミアム・エディション（2枚組）
- ディスク1：本編ディスク
- ディスク2：特典ディスク（Blu-ray版はBlu-ray、DVD版はDVDで収録）
  - making of SPEC〜天〜!?
  - 4分30秒くらいでわかるSPEC〜翔〜
  - SPEC〜翔〜放送&SPEC〜天〜公開 SPECial ドラナビ完全版（てかもう一度3分58秒でわかるSPECを入れるからいいかげんわかってちょーだいねver.）
  - お楽しみ（得）典! SPEC祭どすこい商店（翔天）
  - trailer of SPEC
  - みんな全部見た? （得）SPEC（誰も見てないver.も入れといたでよ。もろ出しSP）

- 封入特典
  - SPECialフォトブックレット

- 初回限定特典
  - 当麻&瀬文フィギュアストラップ
  - 劇場上映生フィルム（5コマ）

- 先着購入者限定特典（Blu-ray / DVD合わせて100セット限定）
  - 「SPEC〜翔〜・SPEC〜天〜」撮影使用の三角巾シリアルナンバー付き

- クリアーグリーンアウターケース付きデジパック仕様

### CD
THE RiCECOOKERS『Showtime』
2012年4月4日発売、Anchor Records
主題歌「NAMInoYUKUSAKI〜天〜」、挿入歌「NAMInoYUKUSAKI〜ola〜」（CDのみ）を収録。

#### サウンドトラック
『劇場版 SPEC〜天〜 オリジナル・サウンドトラック』
2012年4月4日発売、Anchor Records
一部、連続ドラマ版のサウンドトラックと重複する曲が含まれる。
収録曲
1. Third　secret
2. SPEC-Main Theme-
3. Rudra
4. Missing The Beat
5. Heart Strings
6. Prepared Void
7. Awkward Incidents
8. Destruction and Proliferation
9. Light The Way
10. One Note Spec
11. Miso Flavor Boiled Dumplings with Worcester Sauce
12. The Stimulation
13. Truth And Solution
14. The Very Ending-Quiet light-
15. Spiritual Uplift
16. SPEC-frozen with electronics-
17. 追憶の歌-SOUND OF SILENCE ver.-
18. Undefeatable
19. Ballad
20. I ll take your hand
21. One Note Evil-the-

### 書籍
全て角川書店より刊行。
劇場版 SPEC〜天〜
2012年3月24日発売、ISBN 978-4-04-100191-2
ノベライズ。脚本・西荻弓絵、ノベライズ・豊田美加。
SPEC/Booster Book
2012年4月4日発売、ISBN 978-4-04-110133-9
オフィシャルブック。『SPEC〜翔〜』の内容と共に公式解説。
シナリオ 劇場版SPEC〜天〜
2014年4月25日発売、ISBN 978-4-04-101317-5）
シナリオ版。脚本：西荻弓絵。

### 漫画
SPEC〜天〜
連続ドラマの前日譚の漫画化作品『SPEC〜零〜』に続く形で『ヤングエース』2012年6月号から2013年1月号まで連載された。
書誌情報
- 漫画・了春刀、脚本・西荻弓絵『SPEC〜天〜』角川書店〈角川コミックス・エース〉、全2巻
  1. 2012年10月4日発売、ISBN 978-4-04-120403-0
  2. 2013年2月4日発売、ISBN 978-4-04-120566-2